# Адміністративний устрій Станично-Луганського району
Адміністративний устрій Станично-Луганського району — адміністративно-територіальний устрій Станично-Луганського району Луганської області на 2 селищні ради та 16 сільських рад, які об'єднують 49 населених пунктів і підпорядковані Станично-Луганській районній раді. Адміністративний центр — смт Станиця Луганська.

## Список радСтанично-Луганського району
| №  | Назва                             | Центр                 | Населені пункти                                                         | Площа км² | Місце за площею | Населення (2001), осіб. | Місце за населенням |
| -- | --------------------------------- | --------------------- | ----------------------------------------------------------------------- | --------- | --------------- | ----------------------- | ------------------- |
| 1  | Петропавлівська селищна рада      | смт Петропавлівка     | смт Петропавлівка с. Войтове                                            |           |                 |                         |                     |
| 2  | Станично-Луганська селищна рада   | смт Станиця Луганська | смт Станиця Луганська                                                   |           |                 |                         |                     |
| 3  | Валуйська сільська рада           | с. Валуйське          | с. Валуйське с. Болотене c-ще Вільхове с. Макарове с. Сизе              |           |                 |                         |                     |
| 4  | Великочернігівська сільська рада  | с. Велика Чернігівка  | с. Велика Чернігівка                                                    |           |                 |                         |                     |
| 5  | Верхньобогданівська сільська рада | с. Верхньобогданівка  | с. Верхньобогданівка                                                    |           |                 |                         |                     |
| 6  | Вільхівська сільська рада         | с. Нижня Вільхова     | с. Нижня Вільхова с. Верхня Вільхова с. Малинове с. Плотина с. Пшеничне |           |                 |                         |                     |
| 7  | Гарасимівська сільська рада       | с. Гарасимівка        | с. Гарасимівка                                                          |           |                 |                         |                     |
| 8  | Комишненська сільська рада        | с. Комишне            | с. Комишне с. Колесниківка с. Юганівка                                  |           |                 |                         |                     |
| 9  | Красноталівська сільська рада     | с. Красна Талівка     | с. Красна Талівка с. Красний Деркул                                     |           |                 |                         |                     |
| 10 | Миколаївська сільська рада        | с. Миколаївка         | с. Миколаївка с. Бурчак-Михайлівка с. Лобачеве с. Суходіл               |           |                 |                         |                     |
| 11 | Нижньотеплівська сільська рада    | с. Нижньотепле        | с. Нижньотепле с. Артема с. Піщане с. Середньотепле                     |           |                 |                         |                     |
| 12 | Передільська сільська рада        | с. Передільське       | с. Передільське с. Геївка с. Старий Айдар                               |           |                 |                         |                     |
| 13 | Розквітненська сільська рада      | с-ще Розквіт          | с-ще Розквіт                                                            |           |                 |                         |                     |
| 14 | Сотенська сільська рада           | с. Сотенне            | с. Сотенне с. Михайлівка                                                |           |                 |                         |                     |
| 15 | Талівська сільська рада           | с-ще Талове           | с-ще Талове с. Благовіщенка                                             |           |                 |                         |                     |
| 16 | Теплівська сільська рада          | с. Тепле              | с. Тепле с. Верхній Мінченок с. Крепи с. Нижній Мінченок                |           |                 |                         |                     |
| 17 | Чугинська сільська рада           | с. Чугинка            | с. Чугинка с. Вільне с. Деркульське с. Золотарівка с. Олександрівка     |           |                 |                         |                     |
| 18 | Широківська сільська рада         | с-ще Широкий          | с-ще Широкий c-ще Козачий c-ще Степове                                  |           |                 |                         |                     |

* Примітки: м. — місто, смт — селище міського типу, с. — село, с-ще — селище